# Berget Lewis
Berget Lewis, geboren als Berget Christina Ronde (Amsterdam, 24 oktober 1971), is een Nederlandse zangeres. Ze is onder meer lid van de gelegenheidsformatie Ladies of Soul en nauw betrokken bij het ZO! Gospel Choir.

## Biografie
Berget Lewis werd in Amsterdam geboren uit Surinaamse ouders. Ze gebruikt de achternaam van haar moeder. Op jonge leeftijd begon zij als a capellazangeres en ze ging in 1986 op tournee door de Verenigde Staten met een gospelkoor. Lewis begon haar professionele zangcarrière als achtergrondzangeres bij Total Touch en maakte ook deel uit van Candy Dulfers Funky Stuff en de band van Ruth Jacott. In de jaren negentig zong ze tevens de eerste drie singles in van happy hardcore-formatie Lipstick. Later trad ze op in de theatershow van Angela Groothuizen en Julya Lo'ko (2004) en de kerstshow van Karin Bloemen.
In 1998 richtte ze haar eigen formatie op: The Berget Lewis Gospel Train. Samen met Simon Linnenbank deed ze in 2003 mee aan het Nationaal Songfestival, waarbij hun duet Let's give it a try echter niet door de voorrondes kwam. Na het uitbrengen van de single It Don't Matter, uit de film Bolletjes Blues, kwam haar eerste album Finally uit in 2007. In datzelfde jaar mocht ze optreden voor koningin Beatrix bij de opening van de Betuweroute. Op 26 mei 2008 was zij gastartiest tijdens Samen met Dré in concert in de Amsterdam ArenA.
In 2010 was Berget Lewis mede-oprichter van het ZO! Gospel Choir, waarover zij samen met Shirma Rouse de artistieke leiding heeft. Ze treedt ook regelmatig op met dit koor. Daarnaast maakt ze sinds 2012 deel uit van de Ladies of Soul.
4 november 2013 kwam haar tweede studioalbum, genoemd naar haarzelf, beschikbaar op iTunes. Het bereikte de 38ste plaats van de Nederlandse Album Top 100. In het seizoen 2014–2015 speelde ze de rol van 'Effie White' in de musical Dreamgirls.
In 2017 werd de Black Achievement Award voor kunst en cultuur aan Lewis toegekend. Op 1 juli 2021 trad zij op in het Amsterdamse Oosterpark bij het monument dat de slavernij herdenkt.
Haar derde album, We are one, verscheen in 2023. Aansluitend maakte Lewis een concerttournee door Nederland, waarbij ze ook nummers van Tina Turner ten gehore bracht.

### Televisieprogramma's
Berget Lewis is regelmatig op de Nederlandse televisie te zien, voornamelijk in muziekgerelateerde programma's. Zo won ze samen met Edwin Evers in 2007 het programma Just the Two of Us, waarna zij ook samen optraden tijdens het concert van De Toppers in de Amsterdam ArenA.
Op 5 april 2012 had Lewis samen met Danny de Munk de hoofdrol in de live-uitzending The Passion in Rotterdam. Zij vertolkte hierbij de rol van Maria. Kort daarop deed ze mee aan het TROS-programma De beste zangers van Nederland, dat zij bovendien wist te winnen.
Lewis nam in 2017 deel aan The X Factor in het Verenigd Koninkrijk met een vertolking van Purple Rain van Prince. Ze raakte door de eerste auditieronde en de Bootcamp, maar tijdens de Judges Houses-ronde kreeg ze tijdens het zingen van het nummer Clarity een black-out. Lewis kreeg later van jurylid Nicole Scherzinger te horen dat ze naar huis moest. Ze zou de liveshows niet halen.
In 2021 was Lewis te zien als gastpanellid in het televisieprogramma I Can See Your Voice. In 2022 trad ze op als model, tevens gastjurylid, in het televisieprogramma Project Rembrandt. Datzelfde jaar deed Lewis mee aan het vierde seizoen van het Nederlandse televisieprogramma The Masked Singer op RTL 4 als de bijenkoningin, waarin ze in de halve finale afviel.
In februari 2023 was Lewis te zien als panellid in het RTL 4-programma DNA Singers. In datzelfde jaar deed ze samen met Edsilia Rombley mee aan het televisieprogramma That's My Jam. Ook was Lewis in 2023 te gast in het televisieprogramma Bijbelen met sterren. In 2024 was Lewis te gast in het televisieprogramma Chateau Meiland VIPS. In juni 2025 was Lewis een gastrecensent in het RTL 4-programma Stars on Stage.

### Foto's

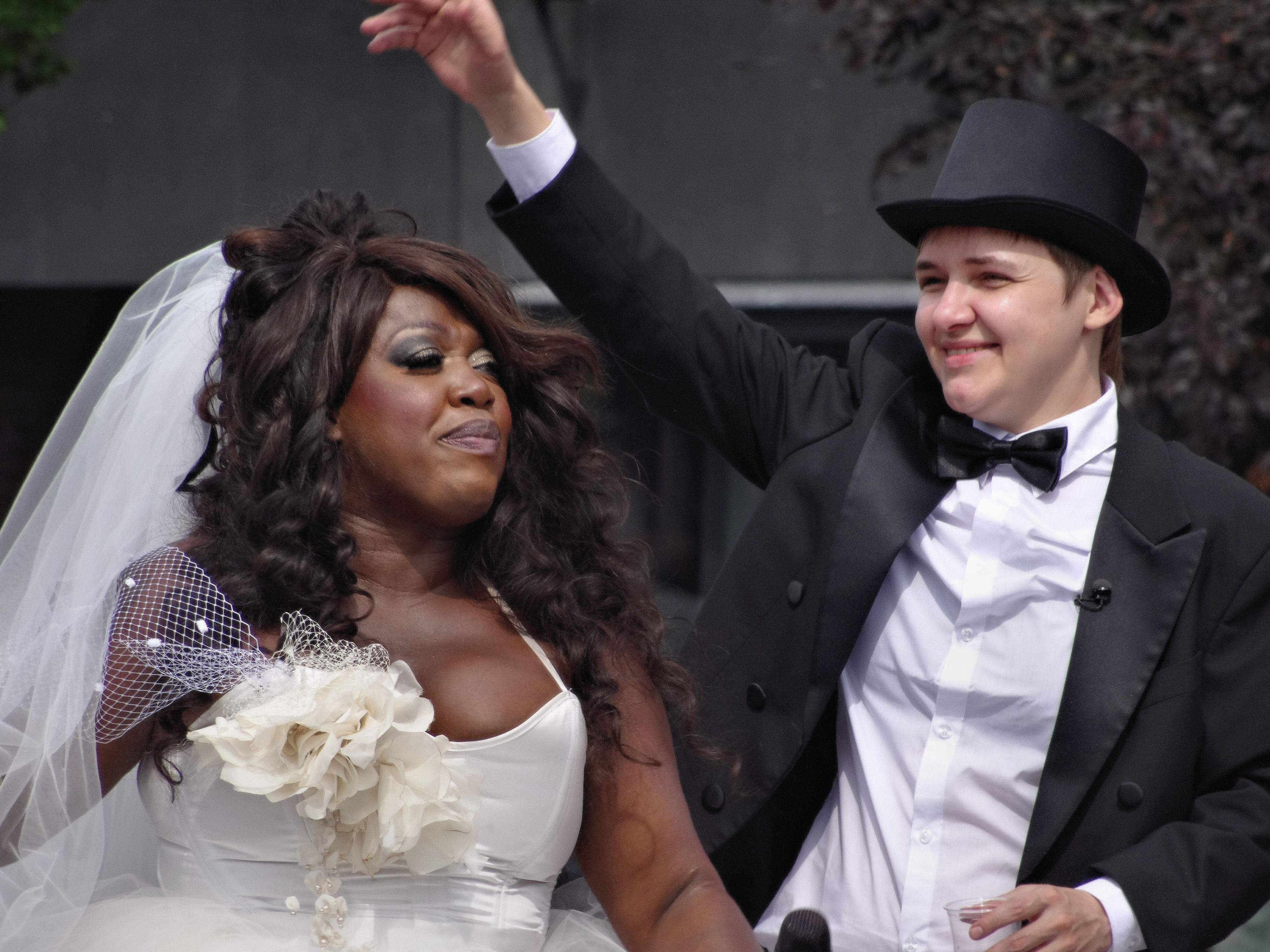
Lewis (links) tijdens Amsterdam Gay Pride, 2015
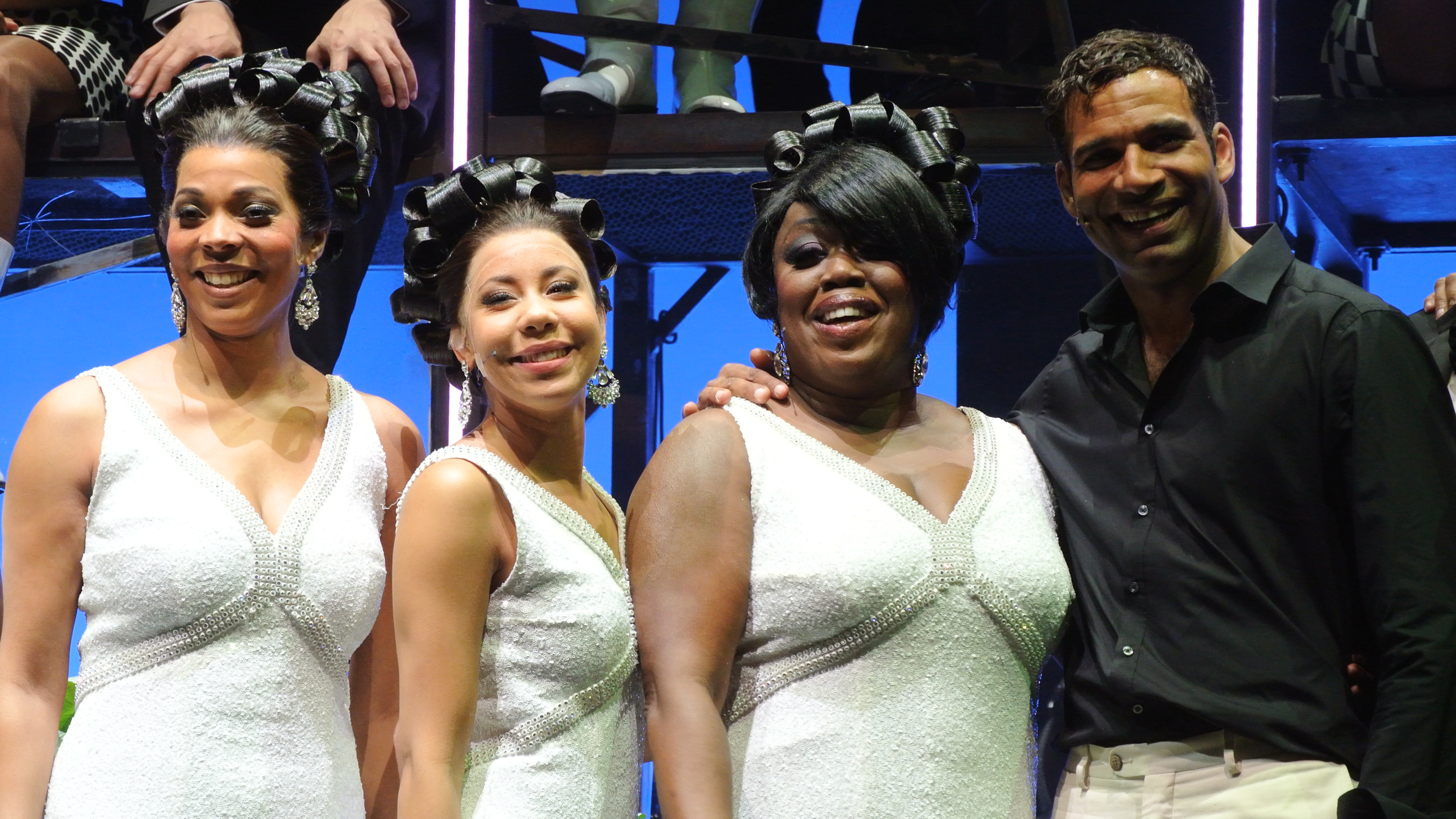
Lewis (derde van links) in Dreamgirls, 2015

## Discografie

### Albums
| Album met eventuele hitnotering(en) in de Nederlandse Album Top 100 | Datum van verschijnen | Datum van binnenkomst | Hoogste positie | Aantal weken | Opmerkingen |
| ------------------------------------------------------------------- | --------------------- | --------------------- | --------------- | ------------ | ----------- |
| Finally                                                             | 2007                  | -                     |                 |              |             |
| Berget Lewis                                                        | 2013                  | 09-11-2013            | 38              | 3            |             |
| We are one                                                          | 2023                  | -                     |                 |              |             |

### Singles
| Single met eventuele hitnotering(en) in de Nederlandse Top 40 | Datum van verschijnen | Datum van binnenkomst | Hoogste positie | Aantal weken | Opmerkingen                                      |
| ------------------------------------------------------------- | --------------------- | --------------------- | --------------- | ------------ | ------------------------------------------------ |
| Jij was daar                                                  | 1998                  | -                     |                 |              | duet met Gordon / Nr. 72 in de Single Top 100    |
| I'd like to teach the world to sing                           | 2006                  | 20-05-2006            | tip9            | -            | met Leona / Nr. 53 in de Single Top 100          |
| Deeper love                                                   | 2007                  | 03-03-2007            | tip12           | -            | met Eddie Thoneick / Nr. 92 in de Single Top 100 |
| Zwart wit                                                     | 2012                  | -                     |                 |              | Nr. 75 in de Single Top 100                      |
| Aviator                                                       | 2013                  | -                     |                 |              | Nr. 89 in de Single Top 100                      |

## Theater
- The Christmas Show: Assepoester en het Kerstbal (2018), als Goede Fee[13]

## Onderscheiding
- Ridder in de Orde van Oranje-Nassau (Lintjesregen 2024).